# Crédit agricole du Finistère
 (mai 2014).
Si vous disposez d'ouvrages ou d'articles de référence ou si vous connaissez des sites web de qualité traitant du thème abordé ici, merci de compléter l'article en donnant les références utiles à sa vérifiabilité et en les liant à la section « Notes et références ».
Le Crédit agricole du Finistère, officiellement Caisse régionale de crédit agricole mutuel du Finistère, est l'une des 39 caisses régionales du groupe Crédit agricole. Il est implanté sur le département du Finistère.

## Historique
Alexis Gourvennec a été le président de la Caisse régionale de 1979 à 1998.
Jean Le Vourch lui a succédé, il a laissé la place à Jean Paul Kerrien en 2012
Le 22 février 2007, les Caisses régionales bretonnes (Cotes d'Armor, Finistère, Ille-et-Vilaine et Morbihan) ont conclu un pacte de coopération. Ce pacte vise notamment à mutualiser les compétences dans certains domaines (affaires internationales, banque d'affaires, filière immobilière...) tout en consacrant l'indépendance de chaque Caisse régionale.

## Organisation et gouvernance

### Les Caisses locales
Le Crédit agricole du Finistère regroupe 39 Caisses locales. Structures locales dédiées à la représentation des sociétaires, elles forment le socle du fonctionnement coopératif du Crédit agricole.
Les sociétaires élisent dans ce cadre, et parmi eux, 560 administrateurs. En 2009, le Crédit agricole du Finistère compte 150 000 sociétaires.

## Données financières
La Caisse régionale a ouvert son capital à travers des Certificats Coopératifs d'Associés, titres librement négociables mais non cotés en bourse, et réservés aux sociétaires.
| Année                | 2009 |
| -------------------- | ---- |
| Produit net bancaire | 260  |
| Résultat brut        | 120  |
| Résultat net         | 57   |